# Mel B
Melanie Janine Brown, mer känd som Mel B, född 29 maj 1975 i Leeds, West Yorkshire, är en brittisk sångare, låtskrivare och skådespelare. Sedan 1994 är hon medlem i popgruppen Spice Girls. I Spice Girls gick hon under artistnamnet Scary Spice. Brown har även släppt två soloalbum: HOT (2000) och L.A. State Of Mind (2005) samt medverkat i flera film- och TV-produktioner. 
Hon har tre barn: en dotter född 1999 med Jimmy Gulzar, en dotter född 2007 med skådespelaren Eddie Murphy och en tredje dotter född 2011 med Stephen Belafonte.

### Fotnoter
1. ↑  Internet Broadway Database, Internet Broadway Database person-ID: 377724, läst: 9 oktober 2017.[källa från Wikidata]
2. ↑  Internet Broadway Database, Internet Broadway Database person-ID: 377725, läst: 9 oktober 2017.[källa från Wikidata]
3. ↑  Internet Broadway Database, Internet Broadway Database person-ID: 377726, läst: 9 oktober 2017.[källa från Wikidata]
4. ↑  läs online, www.gov.uk .[källa från Wikidata]